# Temporada 1967-1968 del Club Joventut Badalona
La temporada 1967-1968 va ser la 29a temporada en actiu del Club Joventut Badalona des que va començar a competir de manera oficial. La Penya va disputar la seva 12a temporada consecutiva a la màxima categoria del bàsquet espanyol, acabant la competició en la tercera posició, dues posicions per sota després d'haver estat el campió a la temporada anterior. Aquesta temporada també va competir a la Copa d'Europa i va ser finalista de la Copa del Generalíssim. "Kalso" deixa de ser l'esponsorització de les samarretes després de dues temporades, i s'estrena "Nerva".

## Resultats
Copa d'Europa
El Joventut va participar en aquesta edició de la Copa d'Europa en la que va quedar eliminat a la lligueta de quarts de final. Prèviament havia superat dues rondes, en les que va eliminar el FAR de Rabat (Marroc) i l'AZS-AWF Warszawa polonès.
Lliga espanyola
A la lliga espanyola finalitza en la tercera posició d'11 equips participants. En 20 partits disputats va obtenir un bagatge de 16 victòries i 4 derrotes, amb 1.572 punts a favor i 1.194 en contra (+378).
Copa del Generalíssim
El Joventut va perdre la final en aquesta edició de la Copa del Generalíssim davant el Picadero JC per 58 a 55, en un partit en que Enric Margall va ser el màxim anotador (18). Prèviament, a vuitens va eliminar el CD Colegio Ateneo de Madrid, a quarts el Club Atlético San Sebastián, i a semifinals el Reial Madrid.

## Plantilla
La plantilla del Joventut aquesta temporada va ser la següent:
| Club Joventut Badalona: plantilla 1967-68 |
| Jugadors                                  |
| Josep Lluís                               |
| Francesc Buscató                          |
| Alfonso Martínez Gómez                    |
| Guifré Gol                                |
| Enric Margall                             |
| Narcís Margall                            |
| Josep Maria Oleart                        |
| Miguel González                           |
| Lluís Miguel Santillana                   |
| Jordi Grau                                |
| Entrenador                                |
| Eduard Kucharski                          |